# Miss World 2010
A Miss World 2010 a 60. jubileumi versenye volt a Miss World nemzetközi szépségversenynek. A döntőt 2010. október 30-án tartották Sanyában, Kínában, miután az eredeti helyszín, Vietnám visszalépett. A győztes az amerikai Alexandria Mills lett.

## A helyszín
2009. június 8-án Hoang Kieu, a RAAS Csoport elnöke, és Julia Morley, a Miss World Organization elnöke, a verseny főszervezője hivatalosan is bejelentették, hogy a 2010. évi Miss World versenyt Vietnamban, Nha Trangban fogják megrendezni. A Tien Giang Tourism JS vállalat menedzsere szerint a RAAS megvásárolt egy 31 hektáros területet azért, hogy a Miss World 2010 számára egy turisztikai helyszínt alakítson ki. Ez számos nyilvánosan folyó vitához vezetett, mivel több ökológiailag fontos helyszínt elpusztítottak, a környéken lakók pedig kénytelenek voltak elhagyni otthonaikat a megnövekedett rezsiköltségek miatt.
2010. január 28-án a RAAS bejelentette, hogy visszalépnek a verseny megrendezésétől, ha nem kapnak magyarázatot a felmerült problémákra. A Khanh Hoa tartomány úgy döntött, hogy új szponzorral szervezik meg a versenyt, és a RAAS abban az esetben maradhat a verseny szponzora, ha a rendezvényt áthelyezik egy másik tartományba. Végül 2010. április 2-án Nguyen Thien Nhan miniszterelnök-helyettes bejelentette, hogy Vietnam visszalép a Miss World 2010 verseny megrendezésétől. A döntőt Kínában, Sanyában rendezték meg, és a RAAS maradt a felelős a verseny pénzügyeiért, és megerősítették, hogy a 2011-es vagy 2012-es versenyt a Tien Giang tartománybeli Mỹ Tho-ban fogják megrendezni.

## Eredmények

### Végeredmény
| Helyezés           | Név |
| ------------------ | --- |
| Miss World 2010    | - USA - Alexandria Mills |
| 2. helyezett       | - Botswana - Emma Wareus |
| 3. helyezett       | - Venezuela - Adriana Vasini |
| TOP5               | - Írország - Emma Britt Waldron - Kína - Xiao Tang |
| TOP7               | - Norvégia - Mariann Birkedal - Olaszország - Giada Pezzaioli |
| Top 25 középdöntős | - Bahama-szigetek - Braneka Bassett - Dél-afrikai Köztársaság - Nicole Flint - Észak-Írország - Lori Moore - Franciaország - Virginie Dechenaud - Francia Polinézia - Mihilani Teixeira - Hollandia - Desirée van den Berg - Kanada - Denise Garrido - Kenya - Natasha Metto - Kolumbia - Laura Palacio - Mongólia - Sarnai Amar - Namíbia - Odile Gertze - Németország - Susanna Kobylinski - Paraguay - Egni Eckert - Puerto Rico - Yara Lasanta - Oroszország - Irina Sharipova - Saint Lucia - Aiasha Gustave - Skócia - Nicola Mimnagh - Thaiföld - Yuwaret Sirirat Rueangsri |

### Különdíjak
A kontinentális győztesek kivételével az összes különdíj győztese automatikusan bejutott a 20 legjobb közé.

#### Kontinentális győztesek
| Afrika               | Amerika              | Ázsia és a Csendes-óceán | Karib-térség               | Európa                      |
| -------------------- | -------------------- | ------------------------ | -------------------------- | --------------------------- |
| Botswana Emma Wareus | USA Alexandria Mills | Kína Xiao Tang           | Saint Lucia Aiasha Gustave | Írország Emma Britt Waldron |

#### Beach Beauty
A Miss World Beach Beauty különdíjért folyó versenyt 2010. október 19-én tartották meg a Mandarin Oriental hotelben.
| Végeredmény  | Név |
| ------------ | --- |
| Győztes      | - Puerto Rico - Yara Lasanta |
| 2. helyezett | - USA - Alexandria Mills |
| 3. helyezett | - Norvégia - Mariann Birkedal |
| 4. helyezett | - Kína - Xiao Tang |
| 5. helyezett | - Francia Polinézia - Mihilani Teixeira |
| Top 20       | - Ausztrália - Ashleigh Francis - Bosznia-Hercegovina - Snežana Prorok - Botswana - Emma Wareus - Csehország - Veronika Machová - Franciaország - Virginie Dechenaud - Ghána - Mimi Areme - Magyarország - Kaló Jennifer - Indonézia - Manasvi Mamgai - Izrael - Shavit Vizel - - Tully Fremcourt - Hollandia - Desirée van den Berg - Paraguay - Egni Eckert - Skócia - Nicola Mimnagh - Thaiföld - Yuwaret Sirirat Rueangsri - Zimbabwe - Samantha Tshuma |
| Top 40       | - Argentína - Mariana Arambarry - Bahama-szigetek - Braneka Bassett - Barbados - Danielle Bishop - Bolívia - María Teresa Roca - - Ericka Aly - Hongkong - Sau Man Cheung - Kajmán-szigetek - Cristin Alexander - Litvánia - Gritė Maruškevičiūtė - Luxemburg - Shari Thuyns - Moldova - Daria Zaiteva - Mongólia - Sarnai Amar - Olaszország - Giada Pezzaioli - Oroszország - Irina Sharipova - Saint Lucia - Aiasha Gustave - Srí Lanka - Fallon Ranasinghe - Törökország - Gizem Memiç - Trinidad és Tobago - Davia Chambers - Zöld-foki Köztársaság - Joceline Fortes - Új-Zéland - Cody Yerkovich - Ukrajna - Kateryna Zakharchenko |

#### Sport
Miss World Sports különdíjért folyó versenyt a Sheraton Sanya Resortban tartották 2010. október 22-én.
| Végeredmény  | Név |
| ------------ | --- |
| Győztes      | - Észak-Írország - Lori Moore |
| 2. helyezett | - Szlovákia - Marína Georgievová |
| 3. helyezett | - Norvégia - Mariann Birkedal |
| Top 20       | - Amerikai Virgin-szigetek - Carolyn Carter-Heller - Ausztrália - Ashleigh Francis - Botswana - Emma Wareus - Brazília - Kamilla Salgado - Írország - Emma Britt Waldron - Izland - Fanney Ingvarsdóttir - Finnország - Anne-Marie Nurminen - Guyana - Aletha Shepherd - Kajmán-szigetek - Cristin Alexander - Kanada - Denise Garrido - Magyarország - Jennifer Kalo - - Tully Fremcourt - Mongólia - Sarnai Amar - Paraguay - Egni Eckert - Saint Kitts és Nevis - Fatisha Imo - Törökország - Gizem Memiç - Wales - Courtenay Hamilton |

#### Top Model
a Miss World Top Model különdíjért folyó verseny a Crowne Plaza Sanyában zajlott 2010. október 23-án.
| Végeredmény  | Név |
| ------------ | --- |
| Győztes      | - Norvégia - Mariann Birkedal |
| 2. helyezett | - Oroszország - Irina Sharipova |
| 3. helyezett | - USA - Alexandria Mills |
| Top 20       | - Argentína - Mariana Arambarry - Belgium - Cilou Annys - Botswana - Emma Wareus - Dél-afrikai Köztársaság - Nicole Flint - Etiópia - Hiwot Assefa Tesfaye - Francia Polinézia - Mihilani Teixeira - Ghána - Mimi Areme - India - Manasvi Mamgai - Kína - Xiao Tang - Saint Lucia - Aiasha Gustave - Spanyolország - Fátima Jiménez - Svédország - Dani Karlsson - Szlovákia - Marína Georgievová - Thaiföld - Yuwaret Sirirat Rueangsri - Ukrajna - Kateryna Zakharchenko - Venezuela - Adriana Vasini - Zimbabwe - Samantha Tshuma |

#### Tehetség
A Miss World Talent különdíjért folyó verseny a Crowne Plaza Sanyában zajlott 2010. október 26-án.
| Végeredmény  | Név |
| ------------ | --- |
| Győztes      | - Írország - Emma Britt Waldron |
| 2. helyezett | - Wales - Courtenay Hamilton |
| 3. helyezett | - - Ericka Aly |
| Top 10       | - Ausztrália - Ashleigh Francis - Ciprus - Andrea Kkolou - Fehéroroszország - Lyudmila Yakimovich - Kanada - Denise Garrido - Dél-Korea - Kim Hye-young - Málta - Francesca Gaspar - Saint Lucia - Aiasha Gustave - Venezuela - Adriana Vasini                                                        |
| Top 20       | - Aruba - Kimberly Kuiperi - Bulgária - Romina Andonova - Ecuador - Ana Galarza - Finnország - Anne-Marie Nurminen - Gibraltár - Larissa Dalli - Lettország - Ludmila Voroncova - Észak-Macedónia - Stefani Borsova - - Tully Fremcourt - Namíbia - Odile Gertze - Saint Kitts és Nevis - Fatisha Imo |

#### Beauty with a Purpose
A Beauty with a Purpose különdíjért folyó verseny végeredményét a 2010. október 30-ai döntőn hirdették ki.
| Végeredmény  | Név                          |
| ------------ | ---------------------------- |
| Győztes      | - Kenya - Natasha Metto      |
| 2. helyezett | - Ghána - Mimi Areme         |
| 3. helyezett | - Salvador - Gabriela Molina |

#### Best World Dress Designer
Miss World Dress Designer díjat az október 23-án tartott Top Model verseny keretében adták át.
| Végeredmény | Név                                     |
| ----------- | --------------------------------------- |
| Győztes     | - Francia Polinézia - Mihilani Teixeira |

## Zsűri
A zsűri tagjai:
- Julia Morley – A Miss World verseny főszervezője, a zsűri elnöke.
- Denise Perrier – Miss World 1953
- Ann Sidney – Miss World 1964
- Mary Stävin – Miss World 1977
- Agbani Darego – Miss World 2001
- Maria Julia Mantilla – Miss World 2004
- Zhang Zilin – Miss World 2007
- Ksenia Sukhinova – Miss World 2008
- Krish Naidoo – Miss World nemzetközi nagykövet
- Mike Dixon – Miss World zenei igazgató
- Zhao Benshan – színész
- Bruce Zhao – A Huayu Group elnöke
- Andrew Minarik – Miss World smink- és fodrász stylist

## Versenyzők
A Miss World 2010 versenyen 115 ország vett részt.
| Ország                   | Név                       | Életkor | Magasság | Szülőhely         |
| ------------------------ | ------------------------- | ------- | -------- | ----------------- |
| Albánia                  | Arnita Beqiraj            | 18      | 178      | Vlora             |
| Amerikai Virgin-szigetek | Carolyn Carter-Heller     | 20      | 172      | Christiansted     |
| Anglia                   | Jessica Linley            | 21      | 180      | Nottingham        |
| Angola                   | Ivanita Jones             | 23      | 176      | Zaire             |
| Argentína                | Mariana Arambarry         | 22      | 177      | Ingeniero Luiggi  |
| Aruba                    | Kimberly Kuiperi          | 21      | 170      | Tanki Leendert    |
| Ausztrália               | Ashleigh Francis          | 23      | 169      | Sydney            |
| Bahama-szigetek          | Braneka Bassett           | 20      | 175      | Freeport          |
| Barbados                 | Danielle Bishop           | 21      | 175      | Bridgetown        |
| Belgium                  | Cilou Annys               | 19      | 178      | Brugge            |
| Belize                   | Jessel Lauriano           | 22      | 170      | Belize City       |
| Bolívia                  | María Teresa Roca         | 24      | 178      | Trinidad          |
| Bosznia-Hercegovina      | Snežana Prorok            | 16      | 174      | Istočna Ilidža    |
| Botswana                 | Emma Wareus               | 19      | 172      | Gaborone          |
| Brazília                 | Kamilla Salgado           | 23      | 173      | Belém             |
| Bulgária                 | Romina Andonova           | 21      | 176      | Szófia            |
| Ciprus                   | Andrea Kkolou             | 19      | 169      | Nicosia           |
| Costa Rica               | Dayana Aguilera           | 19      | 174      | Palmares          |
| Curaçao                  | Angenie Simon             | 24      | 173      | Willemstad        |
| Csehország               | Veronika Machová          | 20      | 178      | Rokycany          |
| Dánia                    | Nataliya Averina          | 20      | 178      | Roskilde          |
| Dél-afrikai Köztársaság  | Nicole Flint              | 22      | 170      | Pretoria          |
| Ecuador                  | Ana Galarza               | 21      | 173      | Ambato            |
| Egyiptom                 | Sarah Khouly              | 21      | 173      | Kairó             |
| Elefántcsontpart         | Inès Da Silva             | 21      | 180      | N'zi-Comoé        |
| Salvador                 | Gabriela Molina           | 22      | 170      | San Salvador      |
| Észak-Írország           | Lori Moore                | 20      | 172      | Belfast           |
| Etiópia                  | Hiwot Assefa Tesfaye      | 20      | 177      | Addis Ababa       |
| Fehéroroszország         | Lyudmila Yakimovich       | 22      | 172      | Hrodna            |
| Finnország               | Anne-Marie Nurminen       | 22      | 170      | Helsinki          |
| Franciaország            | Virginie Dechenaud        | 24      | 174      | La Frette         |
| Francia Polinézia        | Mihilani Teixeira         | 20      | 175      | Papeete           |
| Fülöp-szigetek           | Czarina Gatbonton         | 19      | 170      | Malolos           |
| Ghána                    | Mimi Areme                | 21      | 172      | Volta Region      |
| Gibraltár                | Larissa Dalli             | 23      | 170      | Gibraltár         |
| Görögország              | Diamanto Gasteratou       | 22      | 176      | Athén             |
| Grúzia                   | Dea Arakishvili           | 20      | 180      | Tbiliszi          |
| Guadeloupe               | Ericka Aly                | 20      | 175      | Petit-Bourg       |
| Guatemala                | Lucía Mazariegos          | 19      | 177      | Antigua Guatemala |
| Guyana                   | Aletha Shepherd           | 22      | 172      | London            |
| Hollandia                | Desirée van den Berg      | 23      | 176      | Santpoort         |
| Horvátország             | Katarina Banić            | 20      | 181      | Trilj             |
| Honduras                 | Marilyn Medina            | 18      | 170      | Los Angeles       |
| Hongkong                 | Sau Man Cheung            | 23      | 166      | Hongkong          |
| India                    | Manasvi Mamgai            | 22      | 173      | Delhi             |
| Indonézia                | Asyifa Latief             | 21      | 172      | Bandung           |
| Izland                   | Fanney Ingvarsdóttir      | 19      | 175      | Garðabær          |
| Izrael                   | Shavit Vizel              | 20      | 180      | Be'eri            |
| Írország                 | Emma Britt Waldron        | 21      | 180      | Waterford         |
| Jamaica                  | Chantal Alicia Raymond    | 24      | 175      | Kingston          |
| Japán                    | Hiroko Matsunaga          | 18      | 172      | Fukuoka           |
| Kajmán-szigetek          | Cristin Alexander         | 23      | 182      | George Town       |
| Kanada                   | Denise Garrido            | 23      | 174      | Bradford          |
| Kazahsztán               | Asselina Kuchukova        | 27      | 173      | Almati            |
| Kenya                    | Natasha Metto             | 20      | 182      | Nairobi           |
| Kína                     | Xiao Tang                 | 23      | 176      | Dalian            |
| Kolumbia                 | Laura Palacio             | 23      | 174      | Medellín          |
| Dél-Korea                | Kim Hye-young             | 20      | 174      | Gyeongsangbuk-do  |
| Lengyelország            | Agata Szewioła            | 21      | 174      | Żary              |
| Lesotho                  | Karabelo Mokoallo         | 23      | 175      | Maseru            |
| Lettország               | Ludmila Voroncova         | 19      | 175      | Riga              |
| Libanon                  | Rahaf Abdallah            | 22      | 174      | Khiam             |
| Litvánia                 | Gritė Maruškevičiūtė      | 21      | 176      | Vilnius           |
| Luxemburg                | Shari Thuyns              | 19      | 170      | Mamer             |
| Észak-Macedónia          | Stefani Borsova           | 20      | 178      | Szkopje           |
| Magyarország             | Kaló Jennifer             | 22      | 171      | Budapest          |
| Makaó                    | Cherry Ka I Ng            | 23      | 165      | Makaó             |
| Malawi                   | Ella Kabambe              | 24      | 171      | Blantyre          |
| Malajzia                 | Nadia Min Dern Heng       | 25      | 165      | Kuala Lumpur      |
| Málta                    | Francesca Gaspar          | 24      | 180      | Iklin             |
| Martinique               | Tully Fremcourt           | 20      | 173      | La Trinité        |
| Mauritius                | Dalysha Doorga            | 23      | 170      | Goodlands         |
| Mexikó                   | Anabel Solis              | 23      | 180      | Mérida            |
| Moldova                  | Daria Zaiteva             | 20      | 176      | Chişinău          |
| Mongólia                 | Sarnai Amar               | 23      | 178      | Ulánbátor         |
| Montenegró               | Milica Milatović          | 17      | 175      | Podgorica         |
| Namíbia                  | Odile Gertze              | 22      | 170      | Windhoek          |
| Németország              | Susanna Kobylinski        | 22      | 177      | Bréma             |
| Nepál                    | Sadichha Shrestha         | 19      | 165      | Kathmandu         |
| Nigéria                  | Afoma Amuzie              | 19      | 173      | Niger             |
| Norvégia                 | Mariann Birkedal          | 23      | 174      | Stavanger         |
| Olaszország              | Giada Pezzaioli           | 17      | 180      | Montichiari       |
| Panama                   | Paola Vaprio Medaglia     | 24      | 175      | Panamaváros       |
| Paraguay                 | Egni Eckert               | 23      | 183      | Luque             |
| Peru                     | Alexandra Liao            | 20      | 179      | Lima              |
| Portugália               | Catarina Aragonez         | 22      | 175      | Portalegre        |
| Puerto Rico              | Yara Lasanta              | 24      | 173      | Barranquitas      |
| Románia                  | Lavinia Postolache        | 21      | 175      | Piteşti           |
| Oroszország              | Irina Sharipova           | 18      | 178      | Apastovo          |
| Saint Kitts és Nevis     | Fatisha Imo               | 22      | 168      | Basseterre        |
| Saint Lucia              | Aiasha Gustave            | 18      | 175      | Gros Islet        |
| Skócia                   | Nicola Mimnagh            | 21      | 180      | Kilbarchan        |
| Sierra Leone             | Neyorlyn Willams          | 19      | 177      | Freetown          |
| Spanyolország            | Fátima Jiménez            | 21      | 174      | Sevilla           |
| Srí Lanka                | Fallon Ranasinghe         | 22      | 174      | Colombo           |
| Suriname                 | Jo-ann Maria Sang         | 19      | 172      | Paramaribo        |
| Svédország               | Dani Karlsson             | 25      | 172      | Stockholm         |
| Szerbia                  | Milica Jelić              | 20      | 176      | Belgrád           |
| Szingapúr                | Anusha Rajaseharan        | 21      | 169      | Szingapúr         |
| Szlovákia                | Marína Georgievová        | 18      | 173}     | Banská Bystrica   |
| Tanzánia                 | Genevieve Mpangala        | 20      | 190      | Chang'ombe        |
| Thaiföld                 | Yuwaret Sirirat Rueangsri | 22      | 179      | Chiang Mai        |
| Trinidad és Tobago       | Davia Chambers            | 18      | 175      | Couva             |
| Törökország              | Gizem Memiç               | 20      | 178      | Gaziantep         |
| Uganda                   | Heyzme Nansubuga          | 25      | 172      | Jinja             |
| Új-Zéland                | Cody Yerkovich            | 18      | 183      | Kaitaia           |
| Ukrajna                  | Kateryna Zakharchenko     | 21      | 173      | Odessa            |
| USA                      | Alexandria Mills          | 18      | 175      | Louisville        |
| Uruguay                  | Eliana Olivera            | 22      | 176      | Montevideo        |
| Venezuela                | Adriana Vasini            | 23      | 178      | Maracaibo         |
| Vietnám                  | Nguyễn Ngọc Kiều Khanh    | 19      | 178      | München           |
| Wales                    | Courtenay Hamilton        | 20      | 167      | Llantwit Major    |
| Zöld-foki Köztársaság    | Joceline Fortes           | 22      | 174      | Sao Vicente       |
| Zambia                   | Zindaba Hanzala           | 20      | 178      | Lusaka            |
| Zimbabwe                 | Samantha Tshuma           | 21      | 183      | Bulawayo          |

### Visszalépett
- Ausztria
- Dominikai Köztársaság
- Libéria
- Szlovénia
- Szváziföld A Miss Szváziföld versenyt októberre halasztották, ugyanakkor a verseny szervezői jogi vitába keveredtek a Szváziföldi Nemzeti Kulturális és Művészeti Tanáccsal, ami be akarja tiltani a szépségversenyeket.[20]

### Helyettesítő versenyzők
- Argentína: Carla Conrradi lemondott a Miss Mundo Argentina címről. A 2. helyezett, Marianna Arambarry lett az új győztes.
- Hongkong: A Miss Chinese International 2010 versenyt ugyanabban az időben rendezik, mint a Miss World 2010 versenyt, így a Miss Hong Kong győztese arra a versenyre utazott, míg a 2. helyezett Sammi Cheung a Miss World 2010-en vett részt.
- Magyarország: Dobó Ágnes balesete miatt a 3. helyezett Kaló Jennifer vett részt a versenyen.[21]

### Visszatérő országok
| - Utoljára 1988-ban versenyzett: - Saint Kitts és Nevis - Utoljára 1997-ben versenyzett: - Zöld-foki Köztársaság - Makaó - Utoljára 2003-ban versenyzett - Lesotho | - Utoljára 2005-ben versenyzett: - Malawi - Amerikai Virgin-szigetek - Utoljára 2008-ban versenyzett: - Kajmán-szigetek - Saint Lucia |

### Más versenyeken
Néhány versenyző már korábban részt vett más nemzetközi szépségversenyeken:
| - Miss Universe 2011 - Kajmán-szigetek: Cristin Alexander - Namíbia: Odile Gertze - Miss Universe 2010 - Dél-afrikai Köztársaság: Nicole Flint (Top 10) - Belgium: Cilou Annys (Top 15) - Bahama-szigetek: Braneka Basset - Kazahsztán: Asselina Kuchukova - Libéria: Rahaf Abdallah - Mauritius: Dalysha Doorga - Hollandia: Desirée van den Berg - Törökország: Gizem Memiç - Miss Universe 2009 - Curaçao: Angenie Simon | - Miss Universe 2008 - Norvégia: Mariann Birkedal - Miss Earth 2008 - Kanada: Denise Garrido - Miss Earth 2005 - Mongólia: Sarnai Amar - Miss Intercontinental 2009 - Etiópia: Hiwot Assefa Tesfaye (Top 15) - Reina Hispanoamericana 2010 - Ecuador: Ana Galarza - Paraguay: Egni Eckert - Peru: Alexandra Liao - Reina Hispanoamericana 2009 - Venezuela: Adriana Vasini (győztes) |

## Érdekességek
- Az USA a harmadik Miss World címét nyerte el 2010-ben.
- Írország a legmagasabb helyezését érte el azóta, hogy 2003-ban megnyerte a versenyt.
- Botswana, Francia Polinézia és Mongólia először ért el helyezést a verseny történetében.
- Kanada, Kolumbia, Franciaország és Dél-Afrika előző évben is helyezést értek el.
- Saint Lucia utoljára 1975-ben ért el helyezést.
- Németország utoljára 1980-ban ért el helyezést.
- Paraguay utoljára 1985-ben ért el helyezést.
- A Bahama-szigetek utoljára 1992-ben ért el helyezést.
- Thaiföld utoljára 1997-ben ért el helyezést.
- Kenya utoljára 2000-ben ért el helyezést.
- Hollandia utoljára 2002-ben ért el helyezést.
- Írország és Norvégia utoljára 2003-ban ért el helyezést.
- Olaszország utoljára 2005-ben ért el helyezést.
- Namíbia, Észak-Írország, és Skócia utoljára 2006-ban ért el helyezést.
- Kína és az USA utoljára 2007-ben ért el helyezést.
- Puerto Rico, Oroszország és Venezuela utoljára 2008-ban ért el helyezést.

## Videók
- YouTube - Miss World 2010 Part 1. youtube.com. (Hozzáférés: 2010. november 14.)
- YouTube - Miss World 2010 Part 2. youtube.com. (Hozzáférés: 2010. november 14.)
- YouTube - Miss World 2010 Part 3. youtube.com. (Hozzáférés: 2010. november 14.)
- YouTube - Miss World 2010 Part 4. youtube.com. (Hozzáférés: 2010. november 14.)
- YouTube - Miss World 2010 Part 5. youtube.com. (Hozzáférés: 2010. november 14.)
- YouTube - Miss World 2010 Part 6. youtube.com. (Hozzáférés: 2010. november 14.)
- YouTube - Miss World 2010 Part 7. youtube.com. (Hozzáférés: 2010. november 14.)
- YouTube - Miss World 2010 Part 8 (a győztes kihirdetése). youtube.com. (Hozzáférés: 2010. november 14.)

## Fordítás
Ez a szócikk részben vagy egészben  a   Miss World 2010 című angol Wikipédia-szócikk ezen változatának fordításán alapul.  Az eredeti cikk szerkesztőit annak laptörténete sorolja fel. Ez a jelzés csupán a megfogalmazás eredetét és a szerzői jogokat jelzi, nem szolgál a cikkben szereplő információk forrásmegjelöléseként.

## Külső hivatkozások
- Miss World hivatalos honlap
- GlobalBeauties.com
- Pageantopolis.com
- CriticalBeauty.com